# Bulbophyllum phalaenopsis
Bulbophyllum phalaenopsis, biljna vrsta iz porodice orhideja, pripada tribusu Dendrobieae. Odlikuje se neugodnim mirisom po trulom mesu kojim privlači kukce zbog oprašivanja, i smatra se jednom od najsmrdljivijh biljaka. 
Raste na Novoj Gvineji na visinama manjim od 500 metara. Epifit.